# 1945 في المكسيك
فيما يلي قوائم الأحداث التي وقعت خلال عام 1945 في المكسيك.

## رياضة
- 22 أبريل – الدوري المكسيكي الممتاز 1944-45 الفائز ريال إسبانيا [الإنجليزية]‏.

## مواليد

### يناير
- 1 يناير – ستيفن جيمس بارتليت
- 1 يناير – هيكتور فاسكونسيلوس
- 7 يناير – رافائيل هيريرا ملاكم مكسيكي.
- 9 يناير – خافيير غوزمان لاعب كرة قدم مكسيكي.
- 10 يناير – أدولفو بيلمونت درّاج طريق مكسيكي.

### فبراير
- 14 فبراير – خوسيه روبنسون غطاس مكسيكي.

### مارس
- 17 مارس – جاي باكو غونزاليس مدرب خيل من الولايات المتحدة الأمريكية.

### أبريل
- 15 أبريل – أرتور ريفيرا فنان مكسيكي.
- 23 أبريل – خورخي روبيو لاعب كرة قاعدة مكسيكي.
- 25 أبريل – إستر أوروزكو

### مايو
- 9 مايو – روبرتو فريدريك
- 10 مايو – خوسيه ألفاريز كرسبو لاعب كرة قدم مكسيكي.
- 29 مايو – باتريسيا كوندي ممثلة مكسيكية.

### يونيو
- 21 يونيو – خوسيه راؤول فيرا لوبيز
- 25 يونيو – غويلرمو مندوزا دراج مكسيكي.

### يوليو
- 12 يوليو – خافيير غونزاليس غارزا سياسي.
- 17 يوليو – إدواردو أوليفيرا لاعب خماسي حديث مكسيكي.
- 28 يوليو – سيرجيو غارسيا ميشيل مخرج أفلام مكسيكي.

### أغسطس
- 17 أغسطس – هيكتور سانابريا لاعب كرة قدم مكسيكي.

### سبتمبر
- 16 سبتمبر – هيكتور توريس لاعب كرة قاعدة من الولايات المتحدة الأمريكية.
- 26 سبتمبر – مرسيدس رومان
- 29 سبتمبر – ديفيد تريجو

### أكتوبر
- 25 أكتوبر – خيسوس أنخيل دياز أورتيغا سياسي مكسيكي.

### نوفمبر
- 9 نوفمبر – ألفارو بينيدا فارس من الولايات المتحدة الأمريكية.
- 18 نوفمبر – خوسيه ألونسو ممثل.

### ديسمبر
- 7 ديسمبر – شيكو فرد مغني مكسيكي.
- 8 ديسمبر – رامون أيالا مغني مكسيكي.
- 16 ديسمبر – رودولفو غونزاليس ملاكم مكسيكي.
- 24 ديسمبر – إنريكي جاكسون سياسي مكسيكي.
- 25 ديسمبر – هكتور رويز
- 30 ديسمبر – إنريكي بورخا لاعب كرة قدم مكسيكي.

## وفيات

### يوليو
- 9 يوليو – فيليكس دياز (مواليد 1868) عسكري برتبة جنرال من المكسيك.

### أغسطس
- 2 أغسطس – خوان خوسيه تابلادا (مواليد 1871)

### أكتوبر
- 19 أكتوبر – بلوتاركو إلياس كاليس (مواليد 1877) رئيس المكسيك.

### ديسمبر
- 31 ديسمبر – ألفريدو كاراسكو (مواليد 1875) ملحن مكسيكي.